# Golden Apple Awards
 (septembre 2009).
Si vous disposez d'ouvrages ou d'articles de référence ou si vous connaissez des sites web de qualité traitant du thème abordé ici, merci de compléter l'article en donnant les références utiles à sa vérifiabilité et en les liant à la section « Notes et références ».
Les Golden Apple Awards étaient des récompenses américaines attribuées par l'Hollywood Women's Press Club et qui distinguaient le comportement plutôt que le travail effectué par les acteurs. La remise des prix a été faite de 1941 jusqu'en 2001 et distinguait les acteurs qui sont faciles à vivre lors d'un tournage et ceux, avec le Sour Apple Award (prix « pomme verte Granny Smith »), qui sont grossiers ou difficiles. Bob Hope (en 1941) et Mae West (en 1969) font partie de ces acteurs faciles à vivre tandis que Frank Sinatra (en 1946, 1951 et 1974) et Elvis Presley (en 1966) font partie de l'autre catégorie.